# Championnats du monde de kayak-polo 2004
Navigation
Édition précédente Édition suivante
Les championnats du monde de kayak-polo de 2004 se sont déroulés du 22 au 25 juillet à Miyoshi, au Japon.

## Résultats
| Catégorie     | Médaille d'or   | Médaille d'argent | Médaille de bronze |
| ------------- | --------------- | ----------------- | ------------------ |
| Sénior Hommes | Pays-Bas        | Allemagne         | Grande-Bretagne    |
| Sénior Dames  | Grande-Bretagne | Allemagne         | France             |
| Espoir Hommes | Espagne         | Italie            | Japon              |